# Chérif et Saïd Kouachi
Chérif Kouachi, né le 29 novembre 1982 dans le 10e arrondissement de Paris, et Saïd Kouachi, né le 7 septembre 1980 à Paris, tous les deux morts le 9 janvier 2015 à Dammartin-en-Goële, sont des terroristes islamistes français auteurs de l'attentat contre le journal Charlie Hebdo, qui a eu lieu à Paris le 7 janvier 2015 et a entraîné la mort de douze personnes. Ils se sont revendiqués d'Al-Qaïda du Yémen. Lors de cet attentat dans les locaux du journal satirique, tandis que son frère « monte la garde », c'est Chérif Kouachi qui assassine les membres de la rédaction et leurs invités avec sa kalachnikov.

## Biographie

### Jeunesse et radicalisation islamique
Les frères Kouachi sont issus d'une fratrie de cinq enfants. Ils deviennent orphelins très tôt de leur père puis de leur mère, qui se prostituait occasionnellement pour subvenir à leurs besoins, décédée en 1995, enceinte d'un sixième enfant, probablement suicidée avec des médicaments. Le parking de leur immeuble, rue d'Aubervilliers dans le 19e arrondissement, est devenu un repaire de pédophiles, les enfants y traînant, les parents ne pouvant s'en occuper, ils sont élevés en foyer d'accueil après une enfance au 156 rue d'Aubervilliers, à Paris. Saïd, son frère Chérif, une sœur et un autre frère, sont placés au Centre des Monédières, appartenant à la Fondation Claude-Pompidou, à Treignac, en Corrèze, de 1994 à 2000. Saïd y passe un CAP et un BEP d'hôtellerie avant de gagner Paris. Chérif est scolarisé au lycée Georges-Cabanis de Brive-la-Gaillarde où il suit une formation en électrotechnique. Arrivé à Paris, il réalise des clips de rap et devient livreur chez El Primo Pizza.
Jeunes et sans histoire, ils se radicalisent au début des années 2000 en fréquentant un petit cercle de jeunes salafistes. Chérif rencontre Farid Benyettou, chef du groupe dit « des Buttes-Chaumont » (19e arrondissement de Paris) qui l'endoctrine. Il apparaît dans un numéro de Pièces à conviction sur les jeunes djihadistes.
En janvier 2005, connu des services de lutte antiterroriste, Chérif est appréhendé alors qu'il s'apprête à prendre l'avion pour Damas.
Il se marie à Charleville-Mézières le 1er mars 2008, et a un enfant avec sa compagne Izzana qui a commencé à porter le niqab depuis son pèlerinage à La Mecque en 2008, avant d'abandonner son travail d'animatrice en crèche.
Saïd, contrairement à son frère, est connu des autorités pour une seule garde à vue dans le cadre de la filière des Buttes-Chaumont.
En mai 2010, les enquêteurs de la sous-direction anti-terroriste avaient perquisitionné son domicile et celui d'Amedy Coulibaly dans le cadre de l’enquête sur la tentative d'évasion de Smaïn Aït Ali Belkacem. Durant leurs investigations techniques dans le disque dur des ordinateurs des deux terroristes, les enquêteurs avaient trouvé de nombreuses photos pornographiques « classiques » et d'autres montrant des actes sexuels avec des enfants. Ces découvertes n’avaient pas fait l’objet d’investigations, le juge d’instruction antiterroriste Thierry Fragnoli avait considéré qu’elles n’avaient pas de rapport avec les faits de terrorisme dont ils étaient chargés. Les enquêteurs se demandent aujourd’hui si ces images ne se sont pas retrouvées dans les disques durs de leurs ordinateurs en raison de leur navigation sur des sites internet adultes servant de boîte de messagerie discrète. Car on a déjà vu des terroristes se parler sur des sites de jeux en ligne pour déjouer la surveillance de leurs mails et de leurs communications téléphoniques.
En 2011, Saïd reçoit un entraînement au combat et au maniement d'armes légères au Yémen,,.
C'est en 2012 qu'il se marie à Charleville-Mézières où son frère s'était marié en 2008.
Il était inscrit sur la liste noire des terroristes aux États-Unis depuis quelques années. Repéré à cause de son voyage au Yémen via le sultanat d'Oman, il fait l'objet entre 2011 et 2014, de quinze mois d’écoutes et de quatre mois de surveillance physique. La Commission nationale de contrôle des interceptions de sécurité (CNCIS) met fin aux écoutes téléphoniques en juin 2014 faute d’éléments probants en lien avec le terrorisme, les écoutes ayant uniquement révélé des allusions à un trafic de contrefaçons de vêtements et de chaussures de sport.
Saïd Kouachi et son frère montraient encore, par l'itinéraire de leur fuite en janvier 2015 vers la Belgique, des réflexes liés à leurs attaches ardennaises.

### Criminalisation et attentats de janvier 2015 en France
Emprisonné entre janvier 2005 et octobre 2006, Chérif Kouachi fait en prison la connaissance de Djamel Beghal, qui devient son « nouveau mentor » : il se radicalise encore en prison. Il fait également la connaissance d'Amedy Coulibaly, incarcéré pour des délits de droit commun, qui devient lui aussi proche de Beghal. Condamné en 2008 à 3 ans de prison (dont 18 mois avec sursis) pour « association de malfaiteurs en vue d'une entreprise terroriste » du fait de recrutement de terroristes pour combattre en Irak dans le cadre de la filière des Buttes-Chaumont, Chérif Kouachi reste en liberté, sa peine ayant été couverte par la détention provisoire.
Cherif Kouachi et son frère Saïd Kouachi sont répertoriés dans deux bases de données de sécurité des États-Unis : ils sont interdits de vol sur le territoire des États-Unis et listés dans la « no fly list » du Terrorist Screening Center ; et celle du TIDE — liste hautement confidentielle contenant les cas de terroristes soupçonnés ou connus. Selon des sources européennes et américaines proches de l'enquête, Chérif Kouachi se serait rendu au Yémen en 2011 pour s'entraîner avec des militants islamistes liés à AQPA.
Les frères Kouachi connaissaient Amedy Coulibaly, qui est impliqué dans la fusillade de Montrouge le 8 janvier 2015 et dans la prise d'otages du magasin Hyper Cacher de la porte de Vincennes le 9 janvier 2015. Coulibaly affirme au téléphone à BFM TV s'être « synchronisé » avec les tueurs de Charlie Hebdo, et se réclame de l'organisation État islamique (dite « Daech »).
Le mercredi 7 janvier 2015, Chérif et Saïd Kouachi commettent à Paris l'attentat au siège de Charlie Hebdo, tuant huit membres de la rédaction de l'hebdomadaire satirique, deux policiers et deux autres personnes. Ils sont identifiés par la police dans la soirée, grâce à la découverte d'une carte d'identité que Saïd Kouachi avait perdue dans le véhicule qui a permis leur fuite.
Recherchés par toutes les polices de France, les frères Kouachi se retranchent dans une imprimerie de Dammartin-en-Goële en Seine-et-Marne, vers 8 h 30. Chérif Kouachi donne un entretien à un journaliste de BFM TV le matin du 9 janvier 2015 : il affirme être missionné et financé par Al-Qaïda du Yémen (AQPA) et avoir été formé par Anwar al-Awlaqi.
Ils sont tués par le Groupe d'intervention de la Gendarmerie nationale vers 17 h alors qu'ils tentent de sortir de l'imprimerie en faisant feu sur les gendarmes.
Les deux frères avaient l'intention de prendre la fuite direction la Belgique où ils avaient prévu une planque à Bruxelles.

### Sépultures
Le 14 janvier 2015, le maire de Reims, Arnaud Robinet, fait savoir qu'il refuse d'accueillir la dépouille d'un ou deux des frères Kouachi à Reims. L'argument invoqué est celui de risque de trouble à l'ordre public, compte tenu de risques de pèlerinages extrémistes ou de dégradation de sépulture en un lieu de recueillement. En matière d'inhumation, la loi française dispose que l'autorisation est à demander au maire de la commune du cimetière choisi. Le défunt peut être inhumé dans les cimetières suivants : celui de la commune où le défunt habitait (Reims pour Saïd, Gennevilliers pour Chérif), celui de la commune où le défunt est mort (Dammartin-en-Goële), ou celui où est situé le caveau de famille.
Saïd Kouachi est finalement inhumé anonymement à Reims le 16 janvier et son frère Chérif à Gennevilliers le 17 janvier.

### Mourad Hamyd
Le beau-frère de Chérif Kouachi par sa sœur Izzana (Mourad Hamid ou Hamyd, né en 1996) a été interpellé en juillet 2016 à la frontière bulgaro-turque. Il est soupçonné de vouloir rejoindre Daech en Syrie. Il avait été entendu en janvier 2015 après l'attentat contre Charlie Hebdo au commissariat de Charleville-Mézières avant d'être relâché, libre de toute charge. Il est fiché S depuis les attentats de janvier 2015. Le 25 juillet 2016, sa famille a signalé sa disparition. Le parquet antiterroriste de Paris a ouvert le 29 juillet 2016 une information judiciaire en vue de délivrer un mandat d'arrêt européen à son encontre. Extradé depuis la Bulgarie, il est jugé par le tribunal correctionnel de Paris en juin 2019 et condamné à neuf ans de prison avec six ans minimum d'incarcération, alors qu'il nie avoir voulu faire le djihad, évoquant un voyage « humanitaire » en Syrie,,.